# Signalering
För andra betydelser, se Signalering (olika betydelser).
Signalering är överförande av meddelanden med hjälp av radio-, tråd-, optiska och akustiska signalmedel. Detta är en form av kommunikation och ett påkallande av uppmärksamhet.
Radiosignalering kan ske som telefoni, telegrafi, fjärrskrift, bildöverföring och television. 
Trådsignalering är telefoni, telegrafi, fjärrskrift, bildöverföring och television.
Optisk signalering utförs med bland annat signallampor, signalstrålkastare, semafor- och signalflaggor.
Akustisk signalering omfattar Ijudsignalering  med exempelvis  visselpipa och musikinstrument